# Roy Brooks

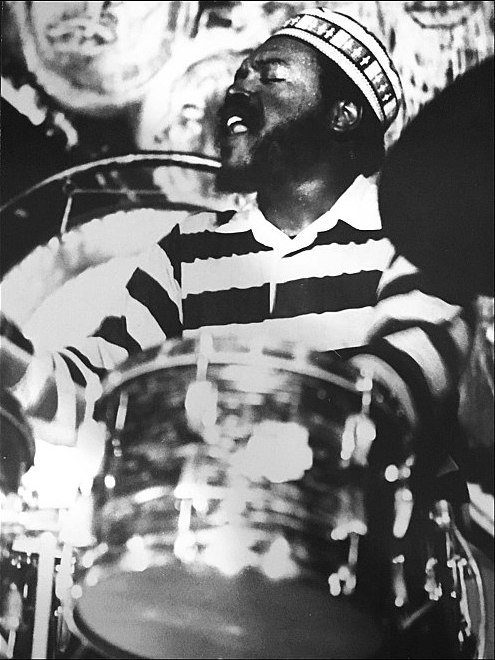
Roy Brooks

Roy Brooks (* 3. September 1938 in Detroit; † 16. November 2005 ebenda) war ein US-amerikanischer Schlagzeuger des Modern Jazz.

## Leben und Wirken
Roy Brooks begann seine Musikerkarriere im Alter von 14 Jahren in lokalen Rhythm-and-Blues-Gruppen. Zunächst spielte er bei Yusef Lateef, Barry Harris und Joe Henderson, bevor er 1959 Mitglied des Horace-Silver-Quintetts wurde, dem er bis 1964 angehörte. Danach arbeitete er freelance bei Chet Baker, Junior Cook und Blue Mitchell. 1967 bis 1970 spielte er wieder bei Lateef, dann von 1970 bis 1972 bei Pharoah Sanders und bei James Moody. Außerdem unternahm er Plattenaufnahmen und Tourneen mit Shirley Scott, Wes Montgomery, Sonny Stitt, Jackie McLean, Dexter Gordon, Red Garland, Abdullah Ibrahim, Charles McPherson, Red Rodney und 1972/73 bei Charles Mingus, mit dem er an dessen Europatournee teilnahm (The Lost Album from Ronnie Scott’s, ed. 2022). Des Weiteren gründete Brooks ein Perkussionsensemble namens The Artistic Truth und die Formation The Aboriginal Percussion Choir; Brooks war lange Zeit auch Mitglied der Percussions-Band von Max Roach, M'Boom. In den 1980er Jahren entstand ein Soloalbum für das Plattenlabel Enja; Brooks spielte 1986 mit Woody Shaw auf dessen Album Bemsha Swing Live mit. Er trat in den 1990er Jahren vornehmlich als Perkussionist auf, bevor Krankheit und eine Gefängnisstrafe ihn von öffentlichen Auftritten abhielten.

## Diskographische Hinweise
Alben unter eigenem Namen
- Beat (Workshop Jazz, 1964), mit Junior Cook, George Bohanon, Blue Mitchell, Hugh Lawson, Gene Taylor
- The Free Slave (Muse, 1972), mit Woody Shaw, George Coleman, Hugh Lawson, Cecil McBee
- Roy Brooks & The Artistic Truth: Ethnic Expressions (Im-Hotep, 1973, ed. 2010), mit Olu Dara, Cecil Bridgewater, Sonny Fortune, John Stubblefield, Hamiet Bluiett, Joe Bonner, Hilton Ruiz, Reggie Workman, Eddie Jefferson
- Roy Brooks and the Artistic Truth:  Live at Town Hall (1978), mit Marcus Belgrave, Sonny Fortune, Sonny Red, Mickey Tucker, Reggie Workman
- Roy Brooks & The Artistic Truth: Black Survival: The Sahel Concert at Town Hall (Universal Sounds, 1974)
- The Smart Set (Baystate, 1979), mit Hidehiko Matsumoto, Takashi Mizuhashi, Mickey Tucker
- Duet in Detroit (Enja, 1983/84) mit Woody Shaw, Geri Allen, Don Pullen, Randy Weston
- Understanding (Reel to Real, 1970, ed. 2021), mit Woody Shaw, Carlos Garnett, Harold Mabern, Cecil McBee

Alben als Begleitmusiker
- Horace Silver: Silver's Serenade, Song for My Father (Blue Note, 1963) (davon spielt einige Stücke Roger Humphries)
- Dollar Brand: The Children of Africa (Enja)
- Yusef Lateef: The Blue Yusef Lateef (Atlantic, 1968)
- Charles McPherson: McPherson´s Mood (OJC, 1969)
- Sonny Stitt: Keeper of the Flame (Camden, 1971–73)
- Max Roach: M'Boom (Columbia, 1979), To The Max (Enja)
- Red Rodney: Bluebird (Camden, 1973–81)
- Charles Mingus: Jazz in Detroit/Strata Concert Gallery/46 Selden (1973, ed. 2018)